# 1487 en santé et médecine
| Années de la santé et de la médecine : 1484 - 1485 - 1486 - 1487 - 1488 - 1489 - 1490    |
| Décennies de la santé et de la médecine : 1450 - 1460 - 1470 - 1480 - 1490 - 1500 - 1510 |

Cet article présente les faits marquants de l'année 1487 en santé et médecine.

## Événements
- Août : première mention de l'usage d'une ambulance, au siège de Malaga par les Rois catholiques[1].
- La compagnie des barbiers chirurgiens de Londres prend des mesures contre ceux de ses membres qui emploient trop d'apprentis ou de suppléants[2].
- Fondation de la compagnie des barbiers chirurgiens d'Exeter, en Angleterre[2].

## Publications
- Première édition, imprimée à Padoue en hébreu, du « Guide du médecin » (Manhig ha-Rof'im) d'Isaac Israeli (c. 850 -c. 940 ), texte dont l'original arabe est perdu[3].
- Première édition du traité De urinarum iudiciis de Barthélemy de Montagnana (1380-1460), sur les presses de Mattheus Cerdonis de Vindischgrecz à Padoue[4].
- Première édition de l'Articella, recueil de traités de médecine pratique tirés de Johannitius, Hippocrate, Théophile, Philarète et Galien et traduits en latin au XIe siècle par Constantin l'Africain[5].
- Impression en un seul volume de trois traités de médecine de Sigismond Albicus (c. 1360 -1427) : la Praxis medica, le Regimen sanitatis et le Regimen pestilentiae[6].

## Personnalités
- 1475-1487 : fl. John Denyse, chirurgien, un de ceux qui accompagnent le roi Édouard IV lors de son expédition en Normandie et en France[7],[8].
- 1487-1520 : fl. Jean de Louvegny († 1520), maître apothicaire à Amiens[9].

## Naissances
- Jean Gonthier d'Andernach (mort en 1574), médecin et anatomiste allemand, professeur à Paris et médecin ordinaire de François Ier, puis praticien à Metz et Strasbourg[10].
- Jean Megobacch (mort en 1555), médecin allemand, reçu docteur à Padoue, professeur à Marbourg et médecin de Philippe Ier, landgrave de Hesse[11].
- Niclaus Werenfels (mort en 1561), apothicaire à Bâle[12].

## Décès
- François Bencius (né à une date inconnue), professeur de médecine à Padoue, fils de Hugues Bencius († 1438), médecin également[13].
- Panfilo Castaldi (it) (né vers 1430), médecin et imprimeur italien[14].
- Walter Lemster (né en 1444), médecin d'Elizabeth Stafford, duchesse de Norfolk (en), puis des rois Richard III et Henri VII[15].
- Vers 1487 : Bernardo de Granollachs (ca) (né en 1421), médecin et astrologue catalan, professeur à l'université de médecine et d'arts de Barcelone (ca)[16],[17].
- Entre le 25 décembre 1485 et le 14 mars 1487 : Fernand de Cordoue (es) (né en 1421), philosophe et humaniste espagnol, professeur de médecine à Bologne en 1447-1448[18], auteur d'un traité sur les urines[19] et d'une somme de chirurgie[20].